# Seth van de Loo
Seth van de Loo (ur. 2 maja 1977 w Boxtel) – holenderski perkusista i wokalista, a także autor tekstów. Seth van de Loo znany jest przede wszystkim z wieloletnich występów w deathmetalowej grupie Severe Torture, w której pełni funkcję perkusisty. Pod koniec lat 90. XX w. równolegle występował jako w zespole Centurian. W 2011 roku muzyk wziął udział w reaktywacji zespołu, w którym objął funkcję perkusisty. Seth van de Loo współpracował ponadto z grupami Infected Flesh i Nox. W 2007 roku podczas koncertów wspierał amerykański kwartet Deicide, w którym zastąpił Glena Bentona.

## Dyskografia
- Centurian – Choronzonic Chaos Gods (1999, Full Moon Productions)
- Severe Torture – Feasting on Blood (2000, Hammerheart Records)
- Severe Torture – Misanthropic Carnage (2002, Hammerheart Records)
- Severe Torture – Fall of the Despised (2005, Earache Records)
- Nox – Ixaxaar (2007, Wicked World)
- Severe Torture – Sworn Vengeance (2007, Earache Records)
- Vader – XXV (2008, Regain Records, gościnnie)
- Severe Torture – Slaughtered (2010, Season of Mist)
- Voodoo Gods – Shrunken Head (2012, Misanthropica Enterprises)[7]